# Swanley
Swanley es una parroquia civil y una villa del distrito de Sevenoaks, en el condado de Kent (Inglaterra).

## Geografía
Según la Oficina Nacional de Estadística británica, Swanley tiene una superficie de 9,13 km².

## Demografía
Según el censo de 2001, Swanley tenía 20 986 habitantes (48,19% varones, 51,81% mujeres) y una densidad de población de 2298,58 hab/km². El 21,4% eran menores de 16 años, el 72,19% tenían entre 16 y 74 y el 6,41% eran mayores de 74. La media de edad era de 38,56 años. Del total de habitantes con 16 o más años, el 25,95% estaban solteros, el 58,27% casados y el 15,78% divorciados o viudos.
El 96,18% de los habitantes eran originarios del Reino Unido. El resto de países europeos englobaban al 1,37% de la población, mientras que el 2,44% había nacido en cualquier otro lugar. Según su grupo étnico, el 97,5% eran blancos, el 0,86% mestizos, el 0,71% asiáticos, el 0,35% negros, el 0,41% chinos y el 0,14% de cualquier otro. El cristianismo era profesado por el 76,52%, el budismo por el 0,18%, el hinduismo por el 0,26%, el judaísmo por el 0,07%, el islam por el 0,64%, el sijismo por el 0,04% y cualquier otra religión por el 0,22%. El 14,56% no eran religiosos y el 7,51% no marcaron ninguna opción en el censo.
10 034 habitantes eran económicamente activos, 9639 de ellos (96,06%) empleados y 395 (3,94%) desempleados. Había 8342 hogares con residentes, 125 vacíos y 8 eran alojamientos vacacionales o segundas residencias.

## Hermanamientos
- Verrières-le-Buisson (Francia).[3]